# Ferrovia Liverpool-Warrington-Manchester
La ferrovia Liverpool-Warrington-Manchester (nota anche in inglese come Cheshire Lines Committee line) è una linea ferroviaria britannica a scartamento ordinario che collega la città di Liverpool alla città di Manchester, passando per Warrington.

## Storia
In origine questa linea ferroviaria correva dalla stazione terminale di Liverpool Central (High Level) alla stazione terminale di Manchester Centrale, costruita dalla società Cheshire Lines Committee nel 1873. La stazione di Liverpool Central (High Level) fu demolita nel 1973 dopo che tutti i servizi a lunga percorrenza del Merseyside sono stati concentrati a Liverpool Lime Street, mentre i servizi locali gestiti da Merseyrail gerano stati deviati verso stazioni sotterranee nei centri di Liverpool e Birkenhead. Manchester Central chiuse nel 1969 e oggi l'area che occupava è diventata il Manchester Central Convention Complex.
Nel 1966, all'estremità di Liverpool, la linea da Hunts Cross alla stazione di Liverpool Central (High Level) - alla quale si accedeva attraverso una galleria - è stata ceduta al passante ferroviario servito dai servizi suburbani della Northern Line e la linea da Hunts Cross è stata deviata sul breve tratto della West Coast Main Line fino alla stazione di Liverpool Lime Street. La deviazione si trova presso il bivio di Allerton, a sud-est della stazione di Liverpool Sud Parkway.

Nel biennio tra 1977 e il 1978, il tunnel di avvicinamento al capolinea di Liverpool Central High Level lungo la linea originale è stato fatto scendere in un nuovo tunnel di livello inferiore, immediatamente a sud della stazione, per entrare nella stazione sotterranea di Liverpool Centrale e diventare una linea passante che prosegue, sempre in sotterranea, verso il nord di Liverpool e verso Southport. La stazione e il tunnel sotterraneo di livello inferiore furono costruiti nel 1890 per allinearsi con il tunnel di accesso alla stazione di livello superiore, se in futuro ce ne fosse stata la necessità. La lungimiranza vittoriana è stata sfruttata quasi 80 anni dopo.
All'estremità di Manchester, invece, la linea fu deviata verso Manchester Oxford Road e Manchester Piccadilly dopo la chiusura di Manchester Central.
Inizialmente, la sezione di questa linea da Liverpool a Warrington sarebbe dovuta essere servita dai treni locali gestiti da Merseyrail.
Il Piano Strategico per il Nord Ovest del 1973 prevedeva la costruzione di una linea di cintura attorno alla città di Liverpool e dell'Edge Hill Spur (ovverosia un tunnel ferroviario che collegava la parte orientale di Liverpool alle sezioni centrali sotterranee), nonché l'elettrificazione delle linee per St. Helens, Wigan e Warrington (con l'obiettivo di una loro integrazione nel servizio ferroviario suburbano di Liverpool, entro il 1991). Ciò significava che i treni da Warrington avrebbero avuto accesso alle stazioni sotterranee del centro di Liverpool attraverso il passante oggi usato dalla Northern Line, dando accesso ai quartieri commerciali e direzionali di Liverpool. Questo non è mai avvenuto, ma rimane un'aspirazione a lungo termine di Merseytravel.

## Caratteristiche
La linea è a scartamento ferroviario di tipo ordinario a 1435 mm. Non è elettrificata e, benché il completamento dell'elettrificazione di questa linea sia considerata un'opera prioritaria, ma non è stata fissata alcuna data per l'inizio dei lavori.

### Percorso
|  | Head station |

|  | Enter and exit short tunnel |

|  | Station on track |

|  | Unknown route-map component "ABZgl" | Unknown route-map component "CONTfq" |

|  | Unknown route-map component "eHST" |

|  | Stop on track |

|  | Unknown route-map component "eHST" |

|  | Stop on track |

|  | Unknown route-map component "eHST" |

| Airport | Station on track |  |

| Unknown route-map component "CONTgq" | Unknown route-map component "ABZg+r" |  |

| Unknown route-map component "CONTgq" | Unknown route-map component "ABZgr" |  |

|  | Station on track |

|  | Stop on track |

|  | Stop on track |

|  | Unknown route-map component "eBS2+l" | Unknown route-map component "BS2+r" |  |

|  | Unknown route-map component "exBHF" | Straight track |  |

|  | Unknown route-map component "exSTR" | Station on track |  |

|  | Unknown route-map component "eBS2l" | Unknown route-map component "BS2r" |  |

|  | Stop on track |

|  | Station on track |

|  | Stop on track |

|  | Stop on track |

|  | Unknown route-map component "eABZgl+l" | Unknown route-map component "exCONTfq" |

|  | Stop on track |

| Unknown route-map component "exCONTgq" | Unknown route-map component "eABZgr" |  |

|  | Stop on track |

|  | Unknown route-map component "hKRZWae" |

|  | Stop on track |

|  | Stop on track |

|  | Stop on track |

|  | Stop on track |

|  | Stop on track |

|  | Unknown route-map component "BS2+l" | Unknown route-map component "BS2+r" |  |

|  | Straight track | Non-passenger station/depot on track |  |

|  | Unknown route-map component "BS2l" | Unknown route-map component "BS2r" |  |

|  | Stop on track |

|  | Unknown route-map component "ABZg+l" | Unknown route-map component "CONTfq" |

|  | Unknown route-map component "BS2+l" | Unknown route-map component "eBS2+r" |  |

|  | Straight track | Unknown route-map component "exKBHFe" |  |

|  | Stop on track |

|  | Station on track |

|  | Station on track |

| Unknown route-map component "CONTgq" | Unknown route-map component "ABZgr" |  |  |

|  | Continuation forward |

### Traffico
I servizi passeggeri transitanti sulla ferrovia Liverpool-Warrington-Manchester sono gestiti da tre compagnie ferroviarie, che gestiscono un totale di quattro treni all'ora nei giorni feriali: Northern Rail, First TransPennine Express e East Midlands Trains.
La società Northern Rail gestisce treni ogni mezz'ora (ogni ora la domenica) tra Liverpool Lime Street e Manchester Oxford Road. I treni hanno una frequenza variabile delle fermate, tuttavia tutte le stazioni sono servite almeno ogni ora a eccezione di Glazebrook, Humphrey Park e Trafford Park, tutte servite solo nelle ore di punta, e Manchester United FC Halt, che viene servita solo durante le giornate in cui vengono giocate le partite in casa del Manchester United FC. Questi treni circolano principalmente con materiale rotabile obsoleto delle Classi 142, 150 e 156.
La società East Midlands Trains serve la tratta Liverpool Lime Street – Manchester Piccadilly, ogni ora con una coppia di treni, che viene poi diretta a Norwich con fermate intermedie a Sheffield e Nottingham. Questi treni sono gestiti con materiale rotabile della Classe 158. I treni fermano a Liverpool Sud Parkway, Widnes e Manchester Oxford Road.
La società First TransPennine Express, che è l'unica compagnia a gestire sulla rotta materiale rotabile moderno, la Classe 185, erogando ogni ora il proprio servizio con un paio di treni tra Liverpool Lime Street e Manchester Piccadilly, con fermate intermedie a Liverpool Sud Parkway, Birchwood e Manchester Oxford Road. I treni vengono successivamente indirizzati oltre Manchester verso Scarborough (passando per Leeds e York), o verso Kingston upon Hull, Middlesbrough e Newcastle upon Tyne.